# Георгиевское (Приволжский район)
Георгиевское — село в Приволжском районе Ивановской области, входит в состав Новского сельского поселения.

## География
Расположено в 4 км на восток от райцентра города Приволжск.

## История
В XVII веке по административно-территориальному делению село входило в Костромской уезд, вероятно, в Плесский стан. По церковно-административному делению приход относился к Плесской десятине. В 1620 году упоминается церковь "Егория страстотерпца в селе Егорьевском". В 1627-1631 годах "за Кириллом Константиновым Шетневым в вотчине по государеве жаловальной грамоте 1627 г., что ему дано в вотчину за московское осадное сиденье в королевичев приход из его ж поместья с поместнаго окладу с 650 чети, сельцо Погост, что было в поместье за отцем его, а на погосте церковь Егория Страстотерпца древена клетцки, а на церковной земле во дворе поп Семен Ильин, дьячек Васка Семенов, просвирня Маврица Исакова...". В августе 1654 года "выслуженная вотчина Шетнева отказана дочерям его Микифорове жене Поленова Федоре, да Семенове жене Хлопова Елене пополам в вотчину село Погост, а в селе церковь Георгия, а на церковной земле во дворах: поп Иван Семенов, дьячек Андрюшко Иванов, просвирня Оленка Петрова". Сей текст прилагается с некоторым сомнением. В алфавитном списке дач генерального и специального межевания Плесского уезда, в 1776 году под номером 182 по генеральному плану,  упоминается "Егорьевское село с деревнею Горкой владение Гвардии Прапорщицы Настась Васильевой Коблуковой". 
Каменная Георгиевская церковь в селе с колокольней построена в 1826 году старанием прихожан. Престолов было два: во имя св. вмч. Георгия и в честь Всех Святых.
В конце XIX — начале XX века село входило в состав Красинской волости Нерехтского уезда Костромской губернии, с 1918 года — Иваново-Вознесенской губернии.
С 1929 года село являлось центром Георгиевского сельсовета Середского района Ивановской области, с 1946 года — в составе Приволжского района, с 1960 года — в составе Новского сельсовета, с 1963 года — в составе Фурмановского района, с 1983 года — вновь в составе Приволжского района, с 2005 года — в составе Новского сельского поселения.

## Население
| 1872 | 1897 | 1907 | 2002 | 2010 |
| ---- | ---- | ---- | ---- | ---- |
| 72   | ↗74  | ↗100 | ↘27  | ↗30  |

## Достопримечательности
В селе расположена недействующая Церковь Георгия Победоносца (1826).